# 阿衡事件
阿衡事件（日语：／ Akō jiken）是日本平安时代前期宇多天皇與其太政大臣藤原基經之間的政治衝突，亦是確立藤原氏專權體制的事件之一。宇多天皇在藤原基經拒絕要求藤原基經繼續像光孝天皇時期一般處理政務的第一道詔勅後頒發第二道詔勅，然而藤原基經認為第二道詔勅中使用的「阿衡」一詞僅為虛銜而並無實權，並為抗議此事而停止執行一切公務。宇多天皇為此作出包括撤回第二道詔勅等讓步，最後與藤原基經達成妥協。藤原基經藉由事件得以在天皇元服後以「關白」之名繼續掌握大權，其子藤原忠平則在941年（天慶四年）依據前例將為成年天皇輔政的關白制度設為定制。另一方面，宇多天皇在事件後提拔在事件期間曾勸諫藤原基經的菅原道真為心腹，以期遏制藤原氏的勢力。

## 概要
由於光孝天皇病重，此前被臣籍降下的皇子源定省於887年9月16日（仁和三年八月二十五日）得以皇籍復歸並獲亲王宣下，又於17日（二十六日）獲立太子並踐祚，是為宇多天皇。確認擁立光孝天皇與宇多天皇，並長期執政的太政大臣的藤原基經的權限之事成為此時的問題。藤原基經在888年6月（仁和四年五月）的書信中寫道「自仁和三年八月起到現在，太政官未曾向天皇上奏」（仁和三年八月以降から現在まで、太政官から天皇への奏上は行われていない），此事表明宇多天皇尚未確認藤原基經的執政角色，藤原基經因此在宇多天皇踐祚後、舉行即位式前向宇多天皇請辭執政的職務。宇多天皇在887年12月5日（仁和三年十一月十七日）即位式完結後命參議左大弁橘廣相草擬一道命「藤原基經繼續以其父皇光孝天皇在時的方式執政」的詔勅，並在9日（二十一日）正式頒發詔勅予藤原基經，其內容為「其萬機巨細，百官惣己，皆關白於太政大臣，然後奏下，一如舊事」，是「關白」一詞首次出現之處。
藤原基經依據慣例在888年1月13日（仁和三年閏十一月二十六日）辭去關白之職，宇多天皇遂命橘廣相再草擬一道詔勅，並在14日（二十七日）頒發予藤原基經，其內容為「宜以阿衡之任為卿之任」，橘廣相在其中引用商朝賢臣伊尹出任的職務「阿衡」為典故。然而，身為文章博士與藤原基經的家司的藤原佐世向藤原基經稱「阿衡位貴，惟無職掌」（阿衡は位貴くも、職掌なし），藤原基經遂停止執行一切政務，導致國政停擺。池田晃淵稱藤原基經在當時有「何以作如放散廄馬，使京中震驚之亂暴之舉？」（厩馬を放散して、京中を驚かす如き、亂暴の擧動もなせしなるべし）之語，以示其憤概。宇多天皇在5月（仁和四年四月）命左大臣源融使明經博士研究阿衡是否有職掌，明經博士善淵愛成、中原月雄二人均主張與藤原佐世相同的見解，而橘廣相則反駁稱阿衡指「掌管一切事務的三公」，而非指無職掌者。宇多天皇又在7月5日（五月二十三日）諮問紀傳道儒者藤原佐世、三善清行、紀長谷雄三人阿衡是否有職掌，而三人均答稱阿衡並無職掌。橘廣相與善淵愛成、中原月雄二人在13日（六月初一日）於宇多天皇御前就阿衡是否有職掌辯論，但並未產生任何結論。
宇多天皇在888年7月14日（仁和四年六月初二日）又頒發詔勅予藤原基經，引用887年12月9日（仁和三年十一月二十一日）的詔勅命藤原基經輔政，其內容為「去年十一月廿一日下詔書云：『萬機巨細，皆關白於太政大臣，然後奏下。』而上表固執閑退之志。……而奉旨作敕答之人廣相，引「阿衡」，已乖朕之本意。……太政大臣，自今以後，輔行眾務，總搹百官」。然而藤原基經答稱在阿衡問題獲解決前無法重新執行政務，源融遂上奏宇多天皇請求修改887年12月15日（仁和三年十一月二十七日）的詔勅，宇多天皇雖然面有難色，但仍准源融所奏。宇多天皇為此在其日記《寬平御記》有「朕遂不得志，枉隨臣請，濁世之事如是，可為長大息也」之語。然而，針對橘廣相的批評聲浪仍日益高漲，888年8月8日（仁和四年六月二十七日）的大祓更除橘廣相外無任何公卿參列，橘廣相由此被其他公卿、官人與學者完全孤立逾半年，宇多天皇遂在10月25日（九月十七日）頒發詔勅予藤原基經，請求其原諒，又與藤原基經達成妥協，使藤原基經之女藤原溫子在11月13日（十月初六日）入內、16日（初九日）女御宣下。
另一方面，橘廣相在因事件而被迫隱居時，朝廷在888年11月20日（仁和四年十月十三日）就錯誤草擬詔勅之罪為橘廣相量刑，並在22日（十五日）為此作成勘文。藤原基經在12月4日（二十七日）上奏答稱不尋求處罰橘廣相，並稱修改887年12月15日（仁和三年十一月二十七日）的詔勅之舉「錯誤」。見此，宇多天皇判斷事件已告一段落，遂不再問罪橘廣相，並准其復歸朝廷。藤原基經藉由事件打破自其養父藤原良房以來的攝行體制的模糊性，得以在天皇元服後以「關白」之名繼續掌握大權，藤原氏亦由此得以為其專權體制奠定制度基礎。宇多天皇對此感到屈辱與遺憾，遂提拔在事件期間曾勸諫藤原基經的菅原道真為心腹，並命其與藤原基經之子藤原時平共同處理政事，以期遏制藤原氏的勢力。藤原基經另一子、藤原時平之弟藤原忠平於朱雀天皇在941年（天慶四年）成年後依據「仁和之例」由「攝政」改稱「關白」，為成年天皇輔政的關白制度遂成定制。

## 菅原道真與阿衡事件
菅原道真在阿衡事件爆發時身在讚岐國擔任讚岐守。藤原佐世拜菅原道真之父菅原是善為師，又娶菅原道真之女為妻，因此菅原道真與藤原佐世二人有同門之誼、關係密切，菅原道真赴任讚岐守時更獲藤原基經贈詩。另一方面，菅原道真在擔任文章博士時與橘廣相為同僚，因此菅原道真與橘廣相亦有同門之誼。菅原道真當時得悉與自己關係密切的二人之間在阿衡事件中發生矛盾時深感痛心，並在其詩《憶諸詩友兼奉寄前濃州田別駕》有「況皆疲倦論阿衡」之語。另一方面，菅原道真在自己的書信中亦稱自己因事件爆發時不在京都而感到高興。
《政事要略》收錄了菅原道真勸諫藤原基經的書信《奉昭宣公書》。菅原道真據說應橘廣相的邀請秘密入京，並致函藤原基經。菅原道真在書信中表示處罰橘廣相會觸怒宇多天皇，並對藤原基經不利。菅原道真亦表示如果不考慮整體文意而僅憑其中的細微語句作處罰，以後可能就無人可以書寫文章了。該書信並未被收錄於菅原道真本人的文集《菅家文草》中，其真實性亦存在疑點，但一般仍認為該書信為菅原道真所著。一般亦認為菅原道真在约888年12月（仁和四年十一月）為橘廣相量刑的勘文作成後秘密入京。坂本太郎與瀧川幸司認為橘廣相在該時間點已獲赦免，因此即使菅原道真親自寫信勸諫藤原基經，亦不會對事件產生任何影響，然而亦有意見認為該月針對橘廣相的批評聲浪仍然浩大，因此該書信並非全無意義。

## 研究
收錄阿衡事件的基本史料有《政事要略》第三十卷〈阿衡事〉、宇多天皇的日記《寬平御記》、887年12月9日（仁和三年十一月二十一日）的詔勅與888年12月（仁和四年十一月）菅原道真勸諫藤原基經的書信《奉昭宣公書》等。
藤原基經在889年10月（寬平元年十月）送予宇多天皇的書信中寫道「我對於自己先成為關白，然後成為阿衡的事情感到不滿」（先に関白とありながら後に阿衡となったのが不満であった）。然而，藤原基經並非在阿衡事件中首次被稱為「阿衡」，《日本三代實錄》第四十六卷884年8月2日（元慶八年七月初八日）條中就有光孝天皇在詔勅中稱藤原基經為「阿衡」的記載，其內容為「如何，責阿衡，以忍勞力疾，役冢宰以侵暑冒寒乎」。宇多天皇與橘廣相據說在草擬詔勅時有意效法此前例。因此，普遍認為藤原基經與其家司藤原佐世對「阿衡」一詞提出異議別有意圖，而研究亦普遍認為阿衡事件是藤原基經針對宇多天皇的示威。此外，當時橘廣相之女橘義子為宇多天皇更衣，並育有齊中親王、齊世親王兩個皇子，古藤真平認為橘廣相的存在妨礙了藤原基經與宇多天皇建構關係。此外，亦有觀點認為阿衡事件是藤原基經為明確自身權威與地位而作出的嘗試。
瀧浪貞子認為宇多天皇誤解為未成年天皇代理政務的「攝政」與光孝天皇時代起為成年天皇輔政的「關白」兩詞，並使用「阿衡」一詞表達對藤原基經的敬意。藤原基經為試圖辨別對該等稱呼的誤用，在其首封辭呈的標題寫下「太政大臣辭攝政第一表」，然而宇多天皇未能理解藤原基經的真實意圖，並在第二道詔勅中使用「阿衡」一詞，試圖任命藤原基經為「攝政」，宇多天皇與藤原基經的觀念差異由此導致阿衡事件爆發。佐佐木宗雄亦認為由於宇多天皇的兩道詔勅並未明確表示如同光孝天皇時代一般全權委托政務予藤原基經，藤原基經認為宇多天皇試圖剝奪自己的政治權限，並為此感到不滿，因此經由阿衡事件尋求與自身在光孝天皇時代相同的權限。此外，瀧浪貞子也認為阿衡事件象徵天皇的監護人自此由天皇的父皇（太上天皇）轉移至天皇的外祖父。